# Вандовые
Вандовые (лат. Vandeae) — триба подсемейства Эпидендровые, семейства Орхидные. 
Включает около 140 родов и более 1700 видов.

## История описания
Первоначально в пределах семейства Дж. Линдли, основываясь на характере расположения пыльника и рыльца, выделил восемь триб: Neottieae, Arethuseae, Gastrodieae, Ophrydeae, Vandeae, Epidendreae, Malaxideae и Cypripedieae.
Впоследствии были приняты другие системы классификации орхидных. В настоящее время по системе Роберта Л. Дресслера вандовые являются одной из 16-ти триб подсемейства Эпидендровые.

## Биологическое описание
Триба объединяет наиболее высоко специализированные, эволюционно продвинутые роды орхидей. Для представителей трибы характерен моноподиальный тип нарастания побега с последовательной его олигомеризацией; постепенная редукция числа очень плотных по консистенции поллиниев от 4 до 2 (путём их частичной утраты или слияния); усложнение строения цветка, особенно губы и шпорца.
В некоторых эволюционных рядах прослеживается миниатюризация растений с полной редукцией листьев и передачей ассимиляционной функции уплощенным зеленым корням. В других случаях листья утолщаются, становятся мясистыми или даже цилиндрическими.
Очень характерно значительное усложнение формы и строения тегул и прилипалец поллинария. Утолщение стебля в виде псевдобульб, как в большинстве других эволюционных линий орхидных, здесь никогда не происходит.
Хромосомы: 2n = 38-42, 46

## Распространение и Экологические особенности
Тропическая Азия, острова Тихого океана, Австралия и Африка.
Эпифиты, реже литофиты и наземные растения.

## Систематика
Триба вандовых делится на три подтрибы. Самая большая — подтриба Aeridinae — включает в себя растения азиатского и австралийского происхождения, в то время как две другие подтрибы представлены африканскими видами.
По системе Роберта Л. Дресслера триба Вандовые подразделяется на три подтрибы:
- Подтриба Aeridinae — примерно 103 родов, 1000 видов
  - Альянс Phalaenopsis
    - Рода: Aerides, Chiloschista, Doritis, Phalaenopsis, Paraphalaenopsis, Rhynchostylis, Sarcochilus

  - Альянс Vanda
    - Рода: Adenoncos, Arachnis, Ascocentrum, Ascoglossum, Euanthe, Luisia, Renanthera, Vanda, Vandopsis

  - Альянс Trichoglottis
    - Рода: Abdominea, Acampe, Amesiella, Cleisostoma, Gastrochilus, Neofinetia, Robiquetia, Trichoglottis

  - Гибриды
    - Genera: Aeridovanda, Aranda, Ascocenda, Ascofinetia, Asconopsis, Christieara, Doritaenopsis, Opsistylis, Perreiraara, Renanstylis, Renantanda, Renanthopsis, Rhynchovanda, Vandaenopsis, Vascostylis
- Подтриба Angraecinae — примерно 19 родов, 400 видов
  - Альянс Angraecum
    - Рода: Aeranthes, Angraecum, Bonniera, Calyptrochilum, Cryptopus, Jumellea, Lemurella, Lemurorchis, Neobathiea, Oeonia, Oeoniella , Sobennikoffia

  - Альянс Campylocentrum
    - Рода: Campylocentrum, Dendrophylax
- Подтриба Aerangidinae — примерно 36 родов, 300 видов
  - Рода: Aerangis, Ancistrorhynchus, Angraecopsis, Beclardia, Bolusiella, Chamaeangis, Cribbia, Cyrtorchis, Diaphananthe, Eurychone, Listrostachys, Microcoelia,  Microterangis, Mystacidium, Podangis, Rangaeris, Rhipidoglossum, Solenangis, Sphyrarhynchus, Tridactyle, Ypsilopus …

В настоящее время добавлена еще одна подтриба, ранее входившая в состав Epidendreae:
- Подтриба Polystachyinae — 4 рода, около 220 видов
  - Рода: Hederorkis, Imerinaea, Neobenthamia и Polystachya

## Галерея

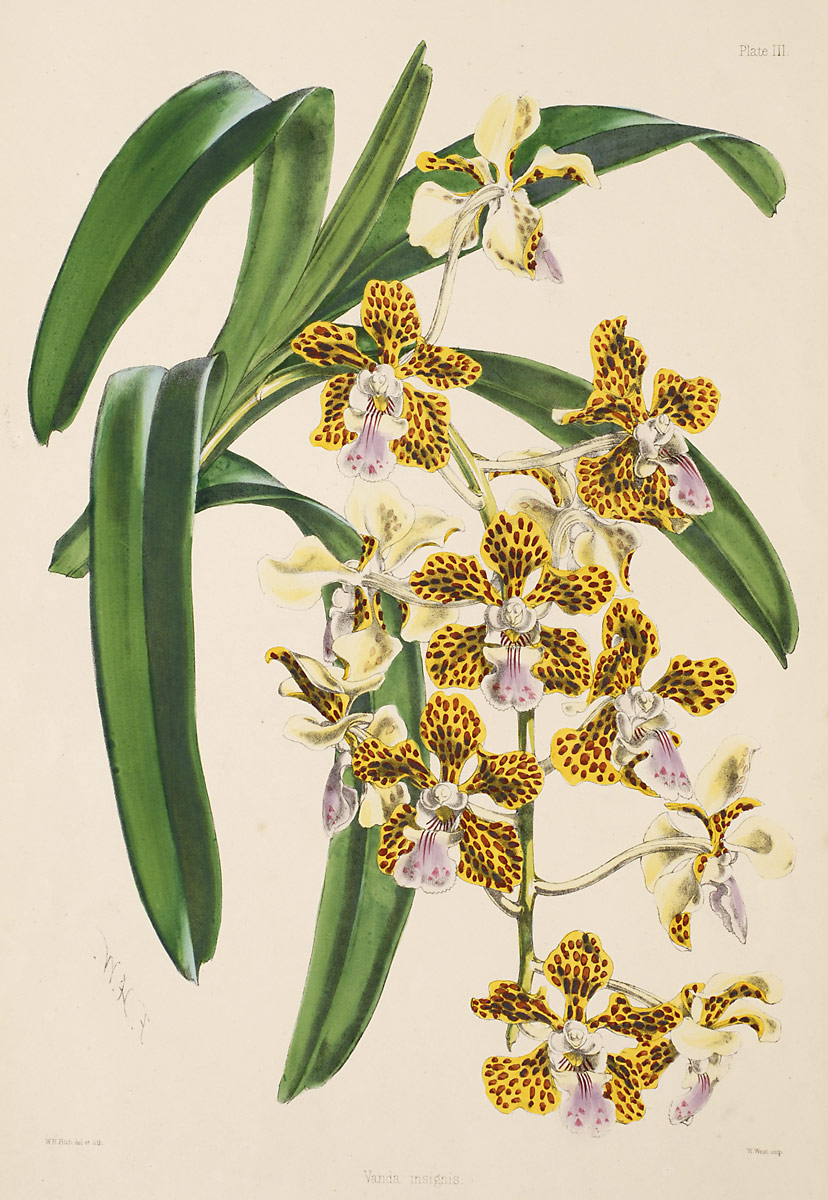
Vanda insignis
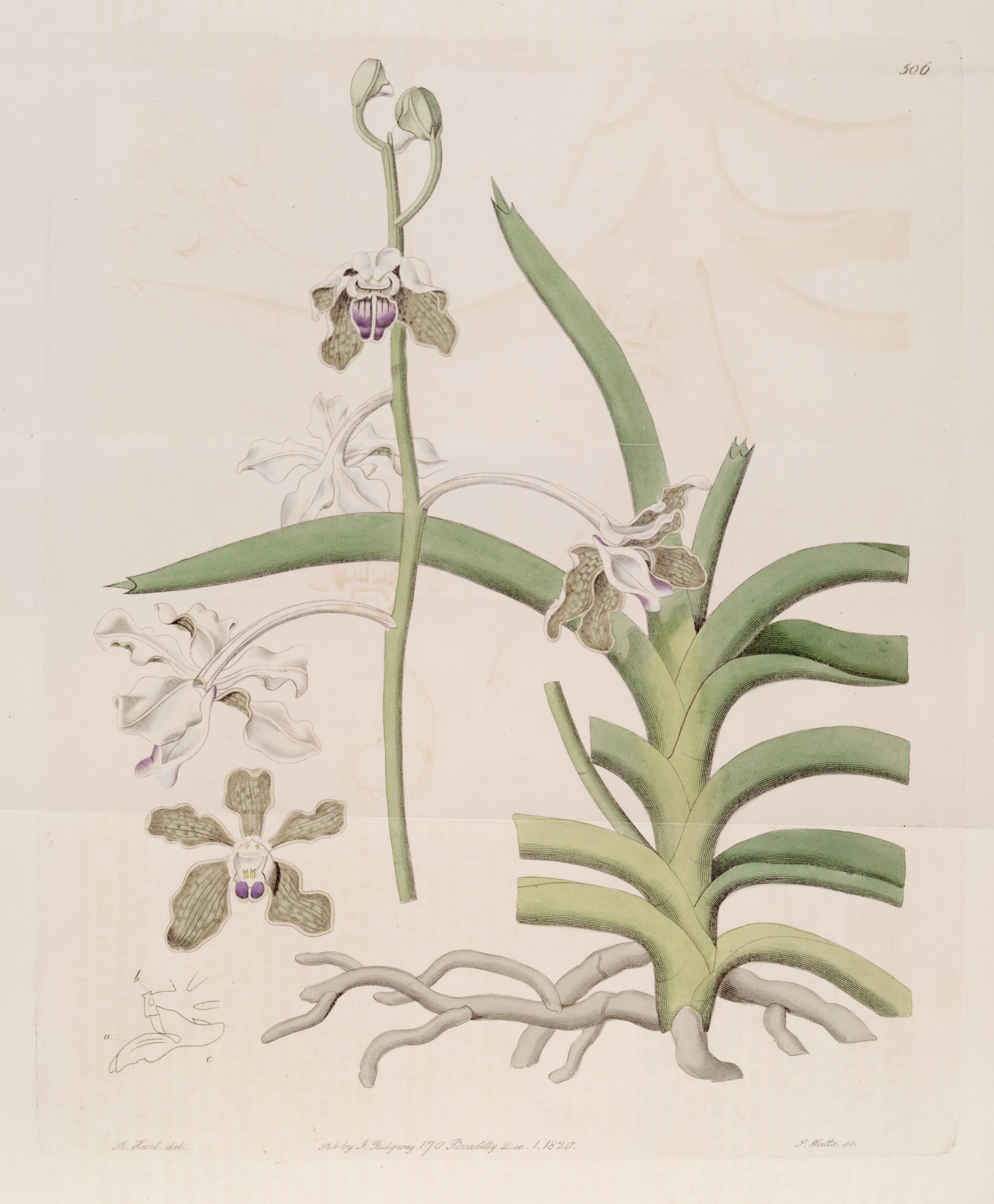
Vanda tessellata = Vanda roxburghii
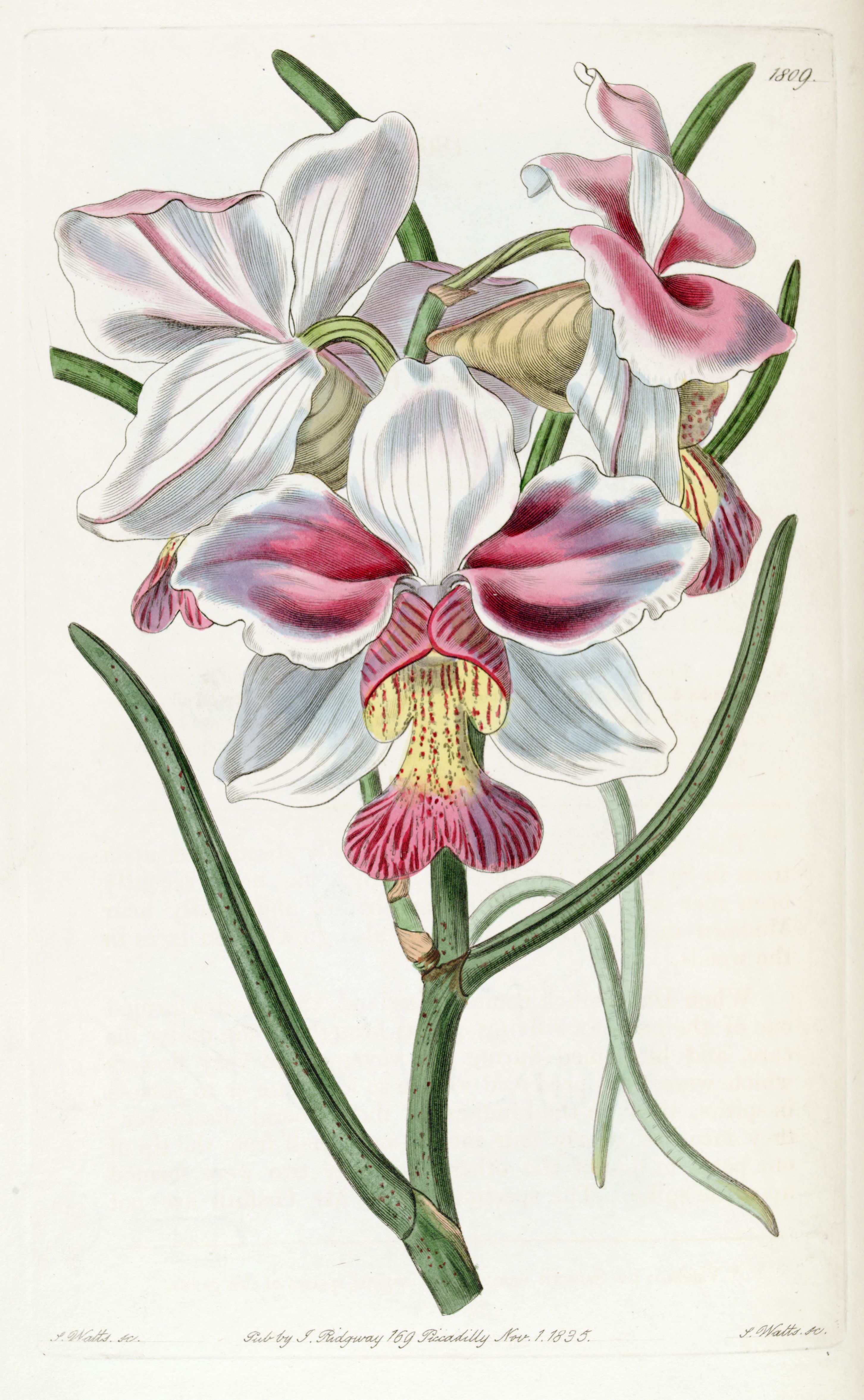
Papilionanthe teres = Vanda teres
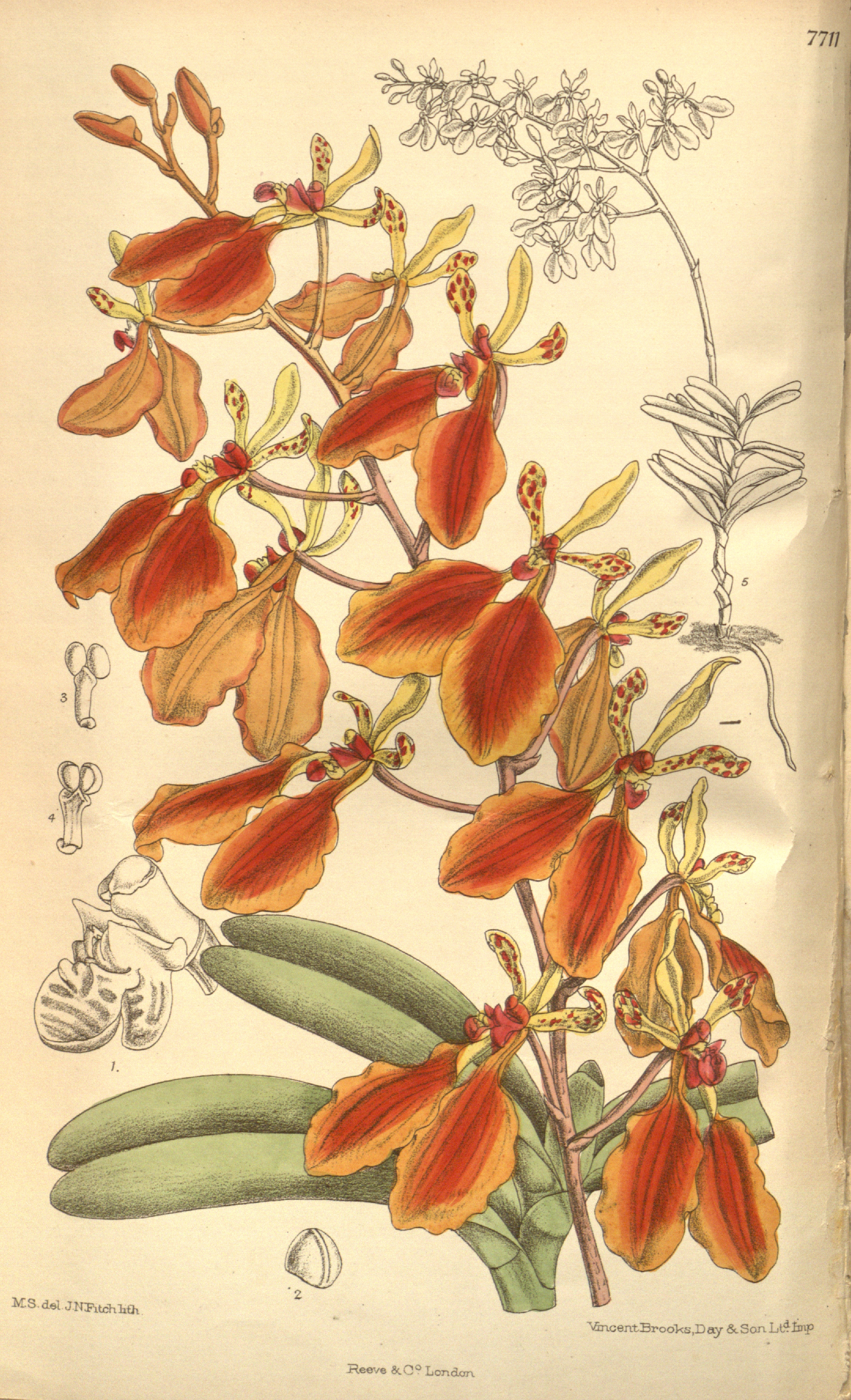
Renanthera imschootiana
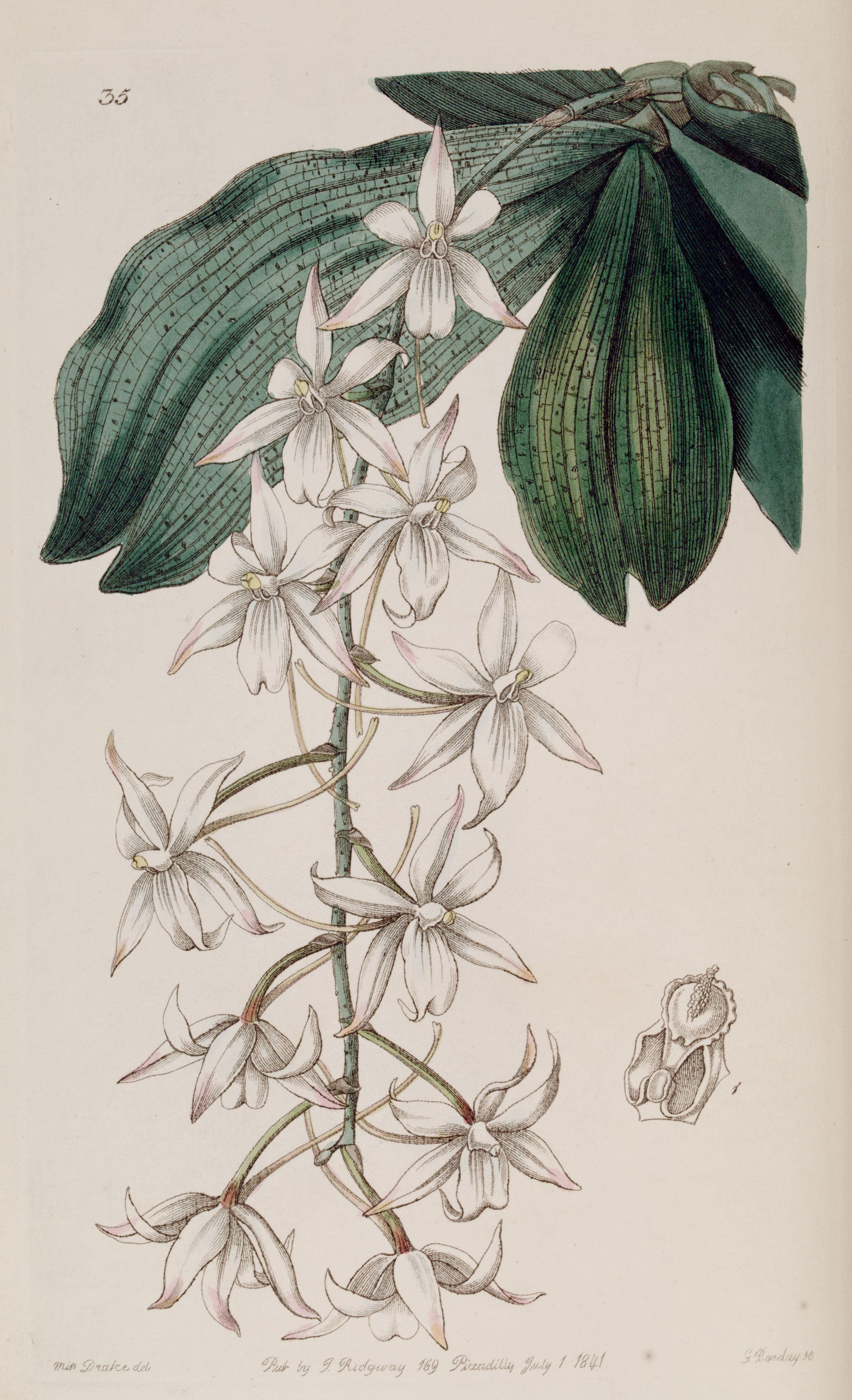
Aerangis biloba
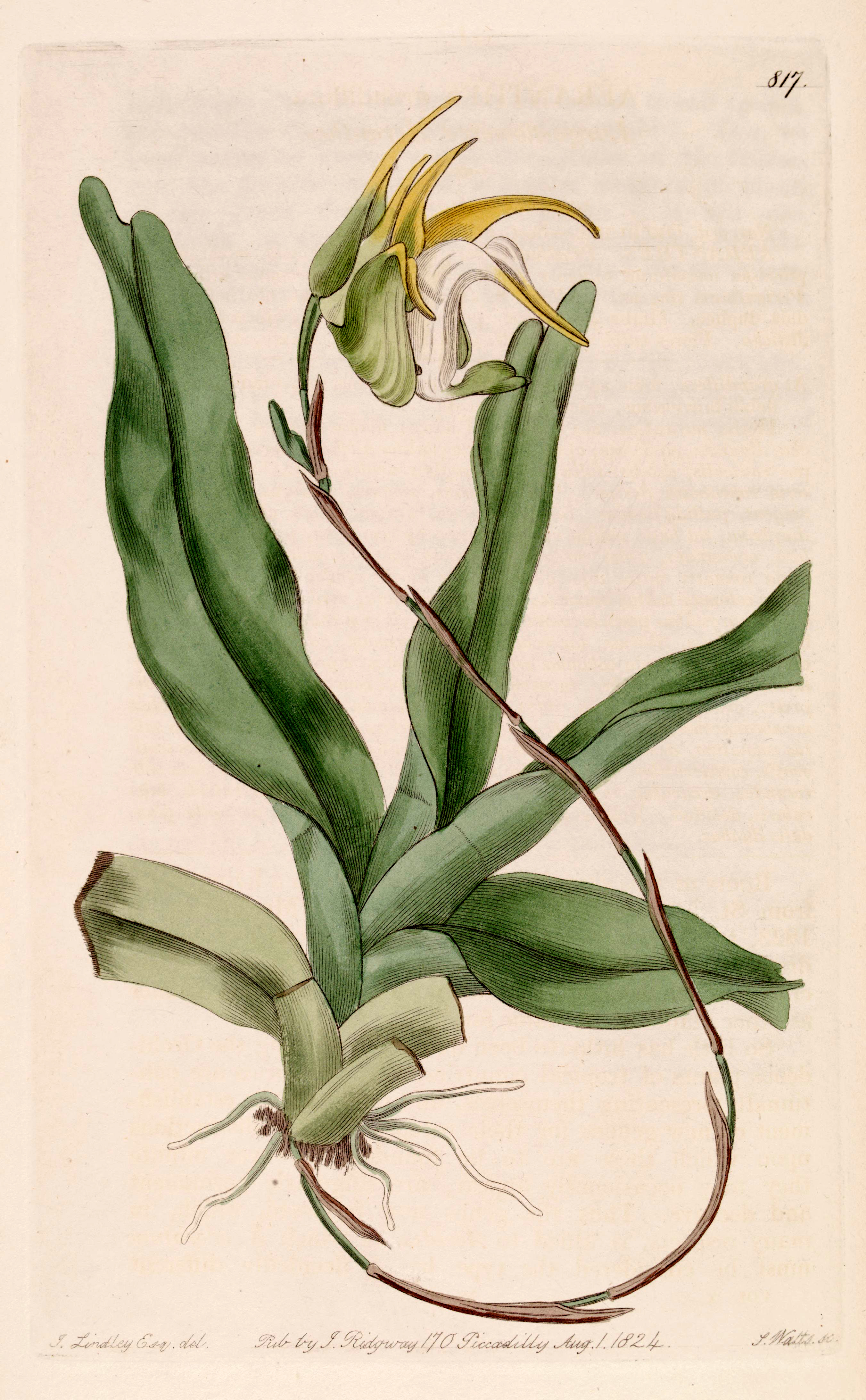
Aeranthes grandiflora
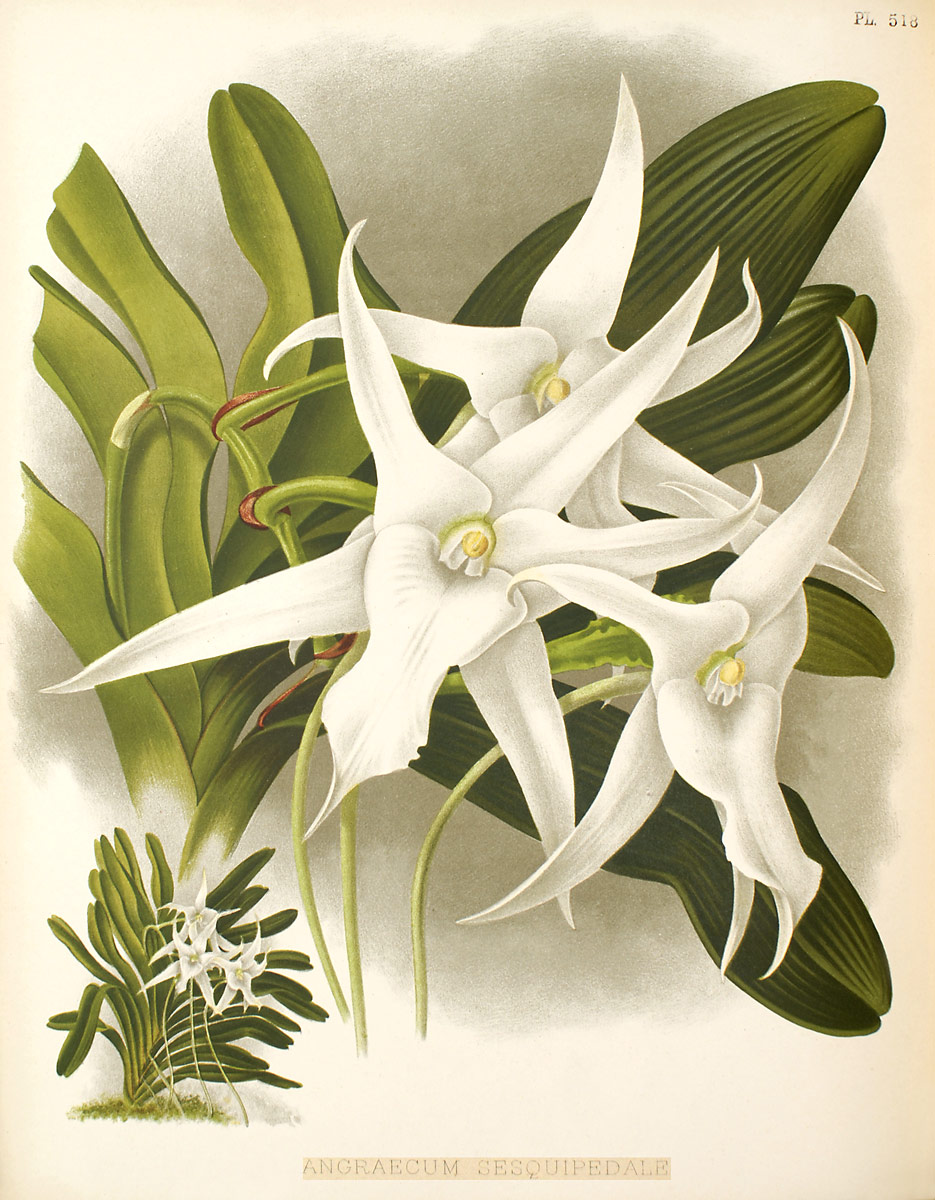
Angraecum sesquipedale
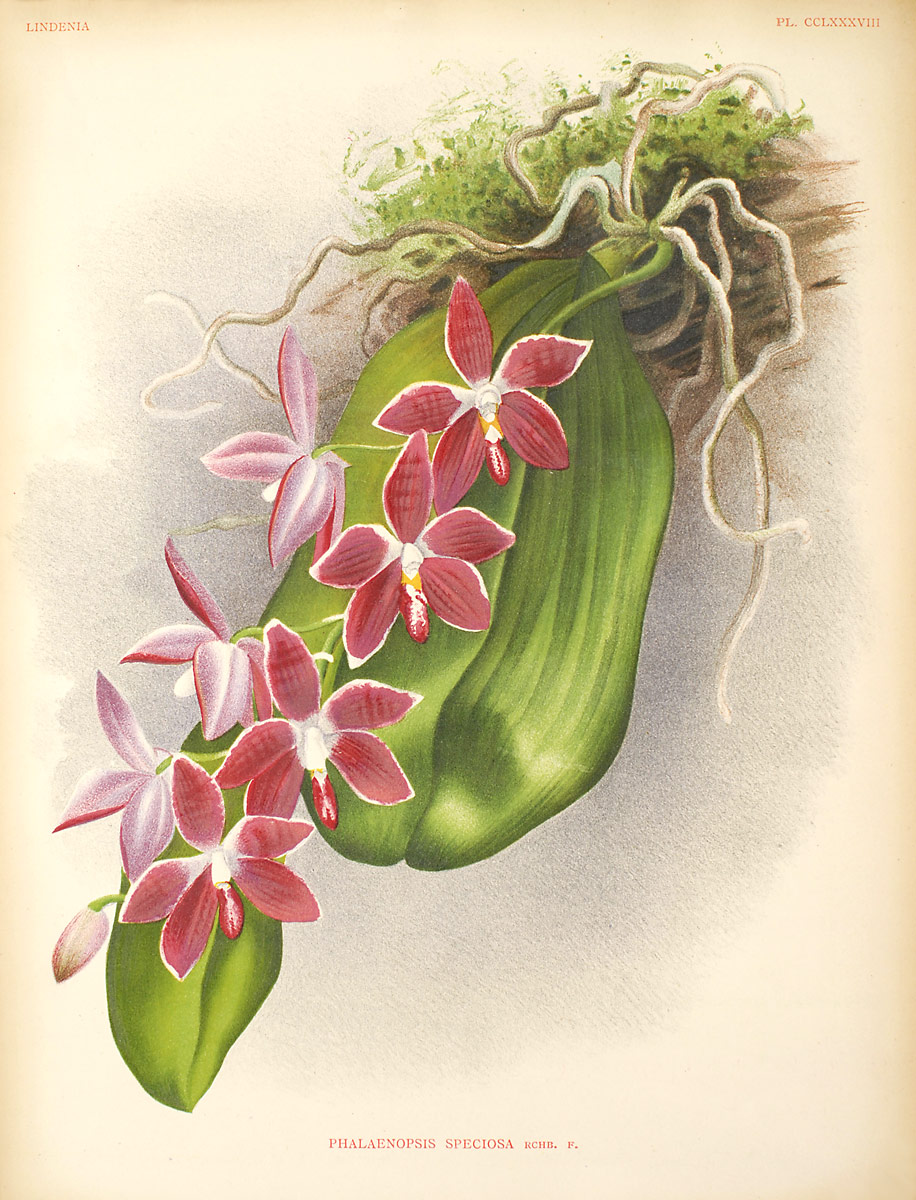
Phalaenopsis speciosa
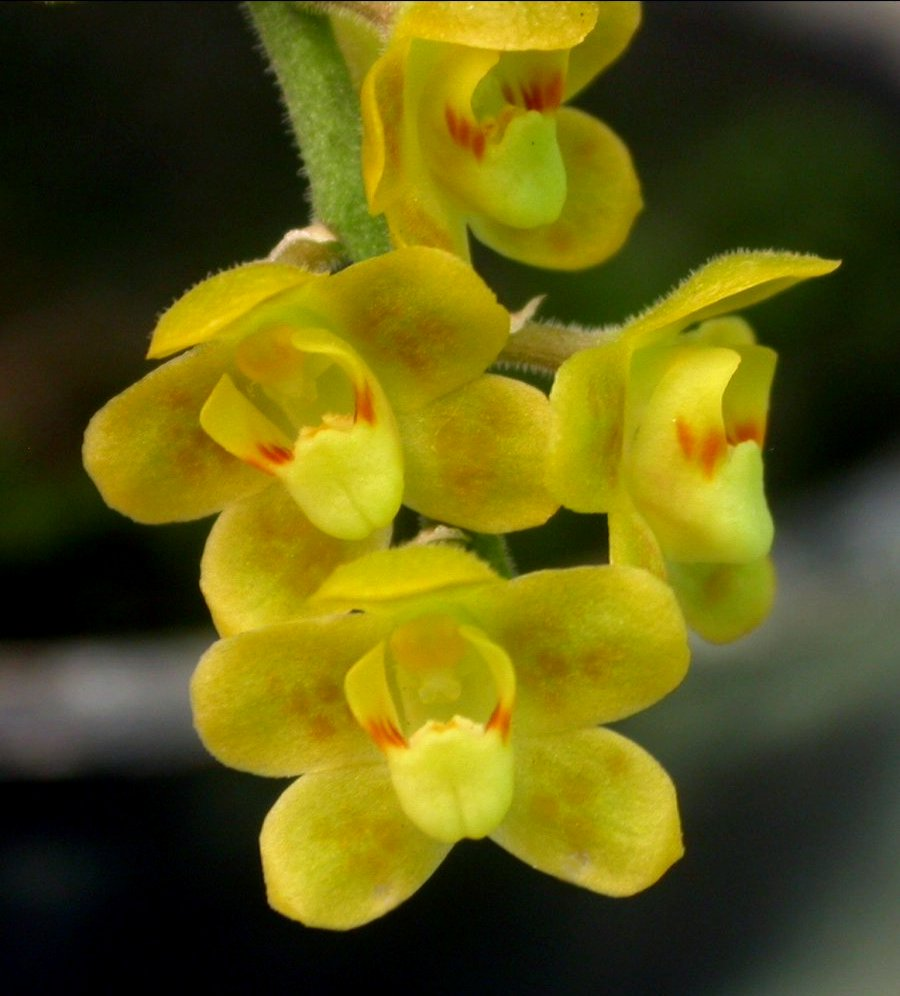
Chiloschista usneoides
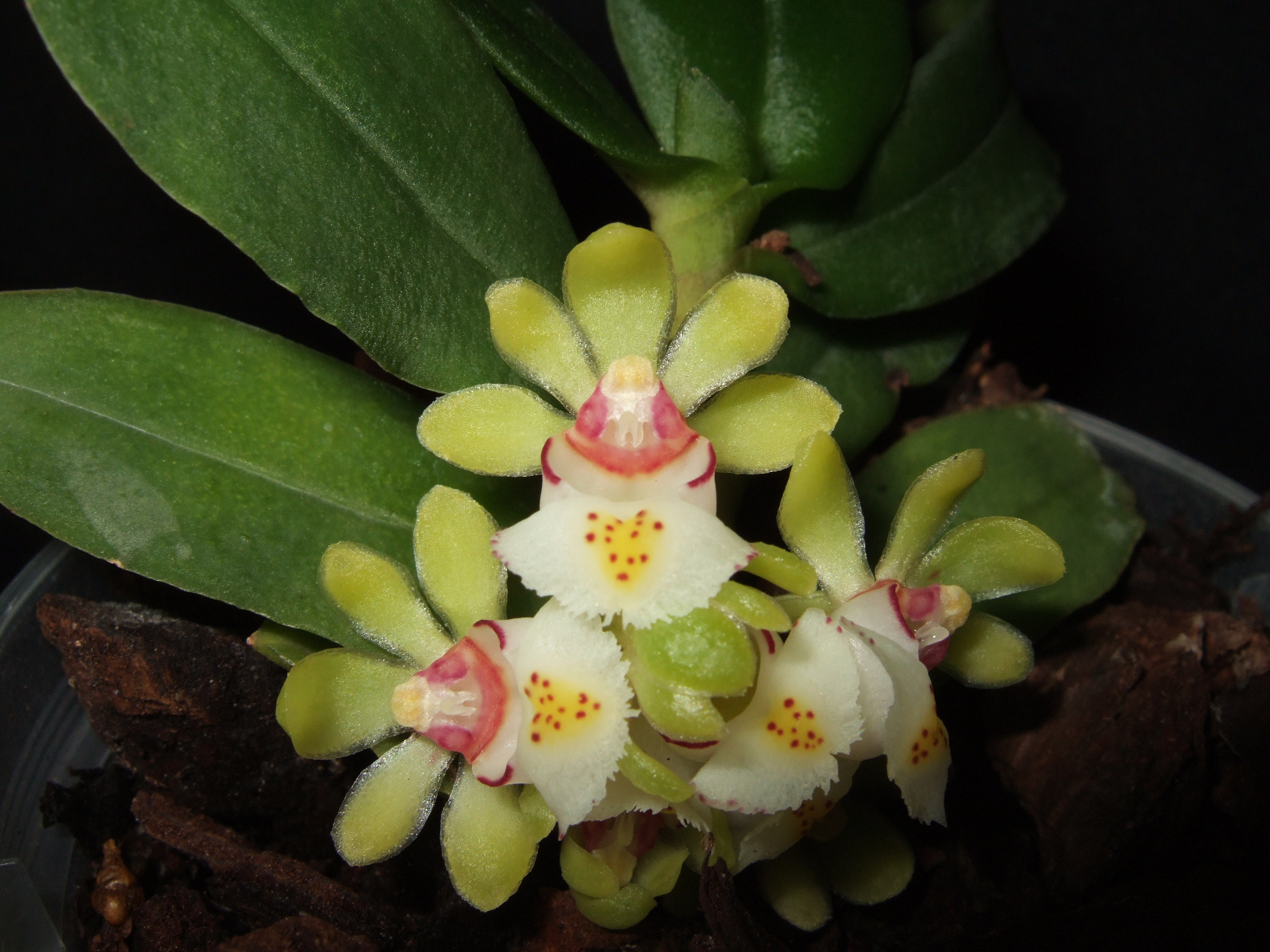
Gastrochilus japonicus
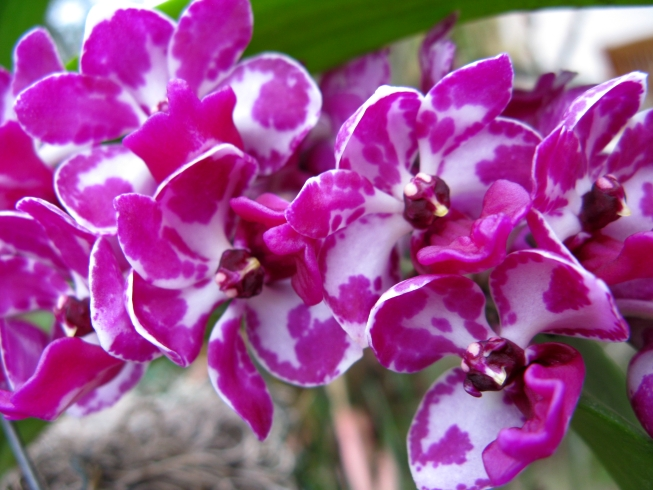
Rhynchostylis gigantea
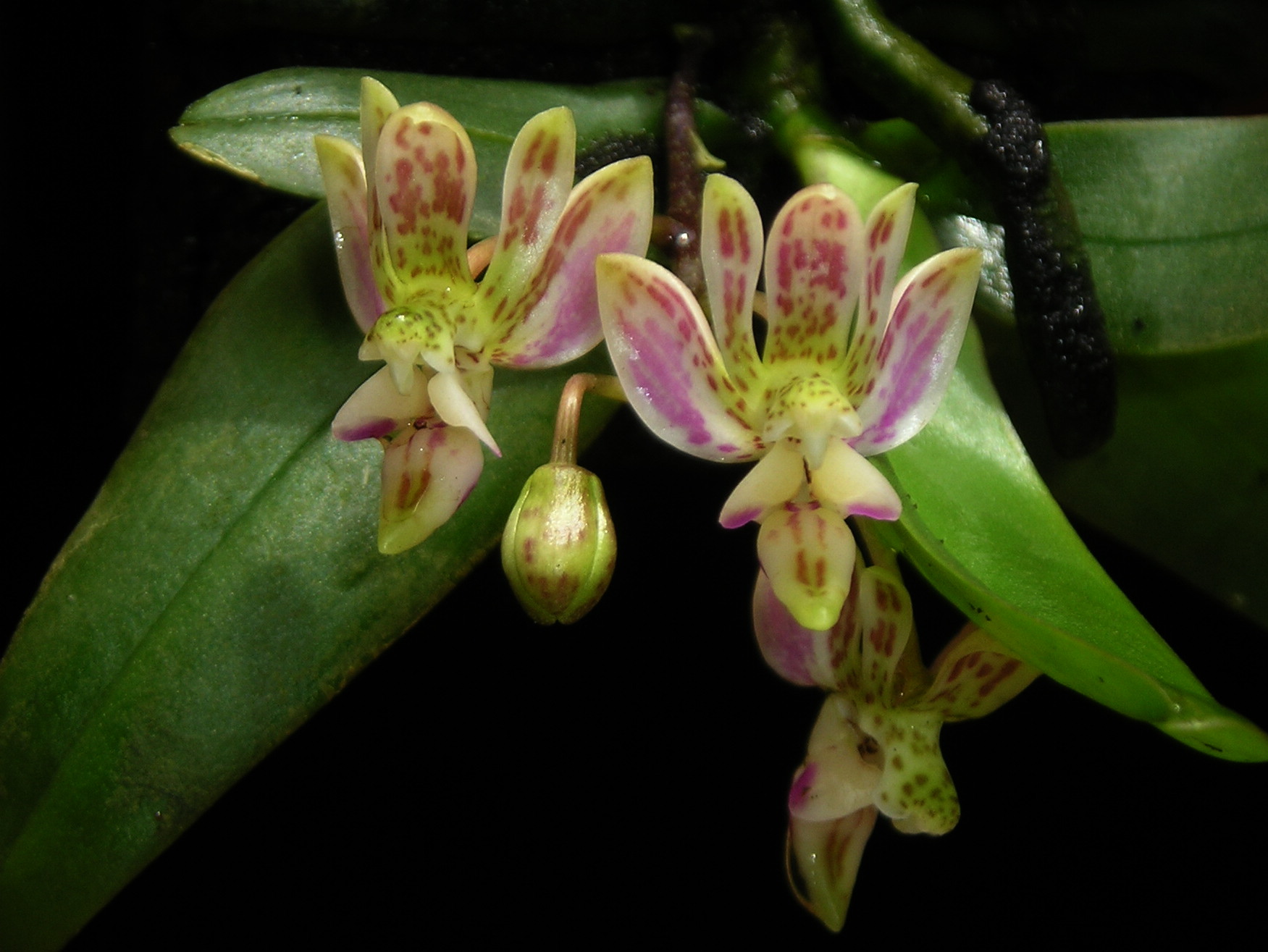
Phalaenopsis minus